# Larinioides sclopetarius
Espèce
Synonymes
- Araneus sclopetarius Clerck, 1757
- Araneus sericatus Clerck, 1757
- Aranea undata Olivier, 1789 nec De Geer, 1778
- Aranea oviger Panzer, 1804
- Epeira apoclysa Dufour, 1831
- Epeira virgata Hahn, 1834
- Epeira frondosa Walckenaer, 1841
- Epeira hygrophila Simon, 1874
- Epeira sclopetaria jacobea Franganillo, 1910

Larinioides sclopetarius est une espèce d'araignées aranéomorphes de la famille des Araneidae.

## Distribution

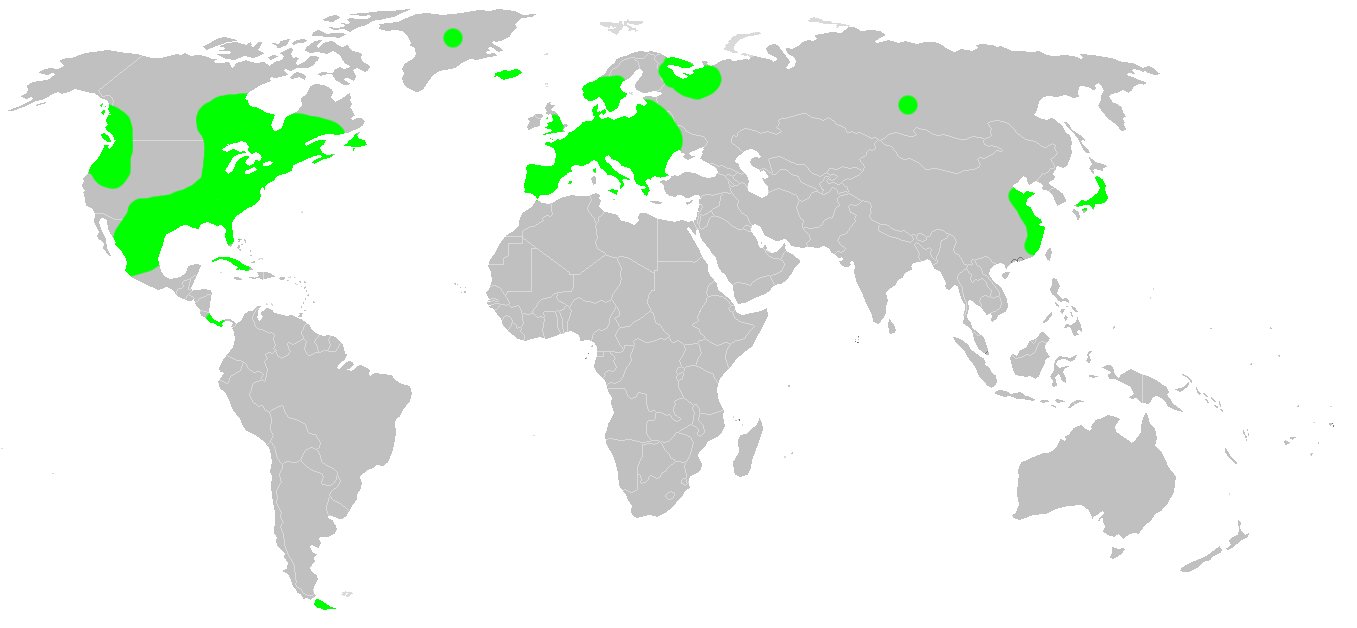
Distribution

Cette espèce se rencontre en Europe, au Kazakhstan, en Chine et en Corée du Sud.
Elle a été introduite en Amérique du Nord.

## Habitat
C'est une araignée nocturne qui vit près des cours d'eau et autres plans d'eau, incluant les structures adjacentes, tel un pont ou un barrage.

## Description
Les mâles mesurent de 6 à 8 mm et les femelles de 10 à 19,2 mm.

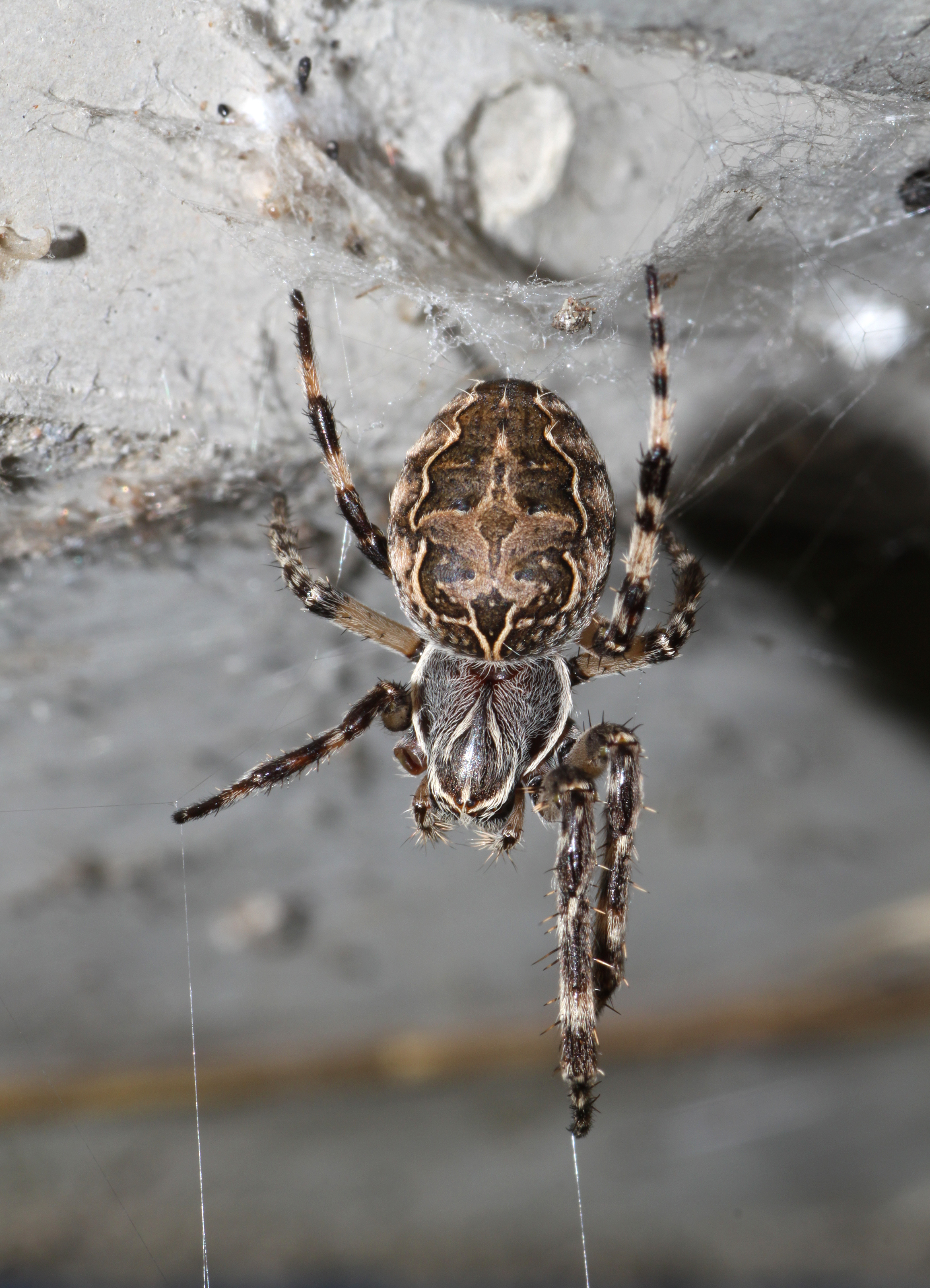
Larinioides sclopetarius d'Erbach

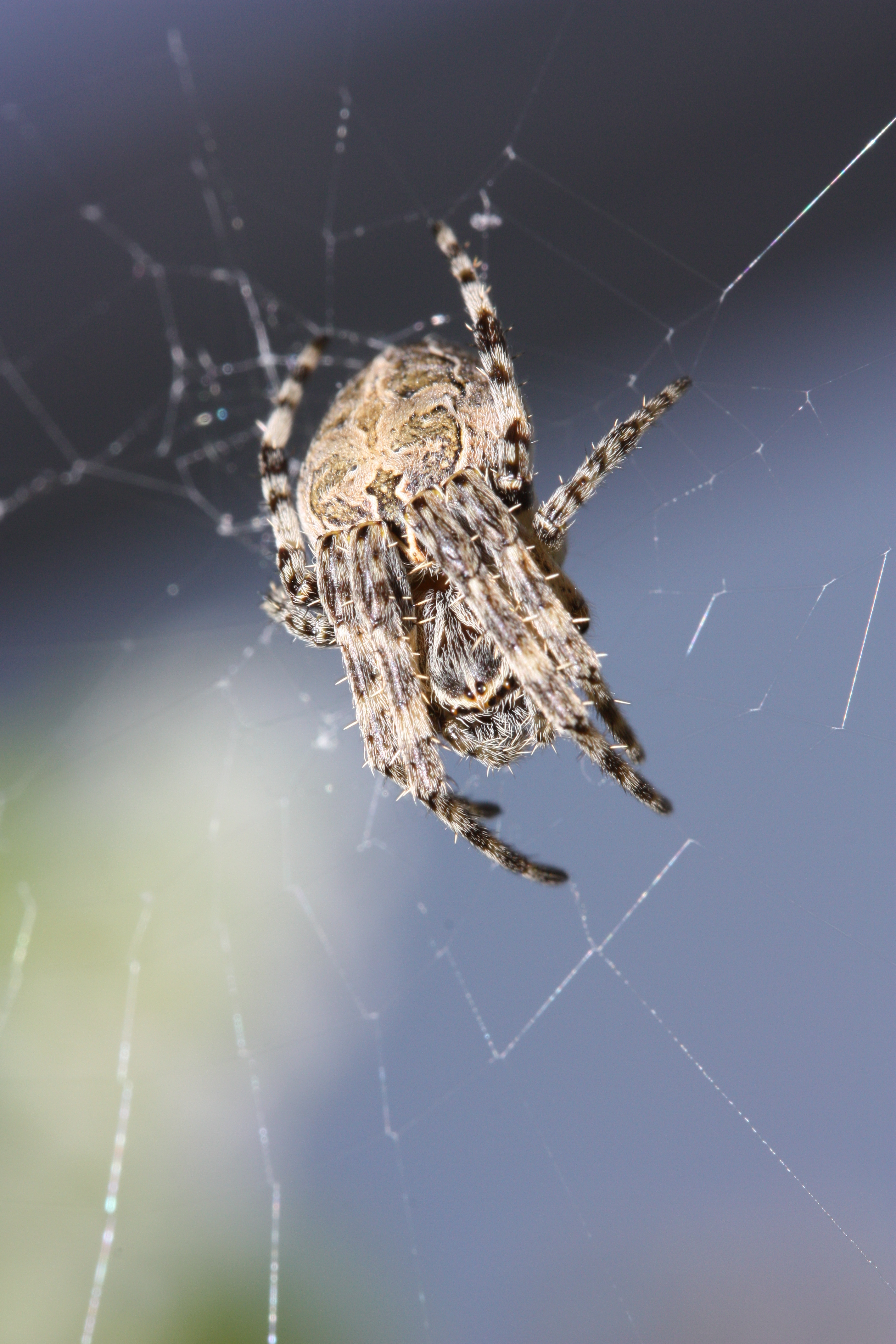
Larinioides sclopetarius de Schwerin

Cette araignée se distingue aisément à son motif fleurdelisé qui orne la face dorsale de son abdomen, et à ses longues pattes antérieures. Sa livrée peut varier : elle peut être marron, brun foncé ou noir. Son abdomen est oblong et plus long que le céphalothorax. Ce dernier est légèrement bombé dans la partie frontale, soit près des yeux. Ce renflement est cintré de beige, et une longue bande beige ceint le céphalothorax. Ses pattes beige sont ornées de bandes brunes.
Le soir venu, elle guette ses proies au centre de sa toile.

## Dimorphisme sexuel
La femelle se distingue à son gros abdomen, qui fait le double de son céphalothorax, et à ses taches brun foncé sur fond brun clair.
L'abdomen du mâle est presque de même taille que son céphalothorax. Ses taches brunes contrastent vivement avec le fond brun grisâtre.

## Toxicologie
Tout comme les animaux piscivores, cette espèce, à son échelle peut bioaccumuler certains toxiques extraits de la rivière par des insectes, dont le mercure, participant au phénomène de biomagnification de ce polluant. Elle a été étudiée dans le bassin de la Buffalo River aux États-Unis, où elle consomme surtout des cécidomyie qu'elle piège dans sa toile. Ces araignées contiennent plus de mercure que les moucherons qu'elles mangent, et curieusement elles contiennent plus de mercure pour celles qui ont vécu en amont du bassin qu'en aval dans les cas étudiés, ce qui reste à expliquer.

## Toile
Sa toile est orbiculaire et peut atteindre environ 70 cm de diamètre. Certaines toiles peuvent être irrégulières, aux rayons fort espacés. À l'une des extrémités, l'araignée recourbera une grande feuille pour s'y abriter le jour, la tête pointant vers l'extérieur.

## Systématique et taxinomie
Cette espèce a été décrite sous le protonyme Araneus sclopetarius par Clerck en 1757. Elle est placée dans le genre Epeira par Westring en 1851, dans le genre Cyphepeira par Yaginuma et Archer en 1959, dans le genre Nuctenea par Levi en 1974 puis dans le genre Larinioides par Grasshoff en 1983. Elle est placée en synonymie avec Larinioides cornutus par Šestáková, Marusik et Omelko en 2014. Elle est relevée de synonymie par Breitling et Bauer en 2015.
Epeira sclopetaria jacobea a été placée en synonymie par Breitling, Bauer, Schäfer, Morano, Barrientos et Blick en 2016.

## Publication originale
- Clerck, 1757 : Svenska spindlar, uti sina hufvud-slågter indelte samt under några och sextio särskildte arter beskrefne och med illuminerade figurer uplyste. Stockholmiae, p. 1-154.